# Tarsdorf
Tarsdorf är en ort och kommun  i Österrike. Den ligger i distriktet Braunau am Inn i förbundslandet Oberösterreich, 260 kilometer väster om huvudstaden Wien. 
Kommunen består av 22 orter (Ortschaften) (inom parentes invånarantal 1 januari 2024):

- Am Anger (66)
- Döstling (53)
- Eckldorf (68)
- Ehersdorf (205)
- Eichbichl (75)
- Fugging (114)
- Haid (50)
- Hofstadt (92)
- Hofweiden (108)
- Hucking (73)
- Hörndl (221)
- Leithen (71)
- Neues Dorf (102)
- Schmidham (47)
- Sinzing (4)
- Staig (24)
- Tarsdorf (529)
- Wimm (1)
- Winham (55)
- Wolfing (47)
- Wupping (47)
- Ölling (17)